# Niezmiennik pętli
Niezmiennik pętli – pojęcie używane w projektowaniu, analizie i dowodzeniu poprawności algorytmów.
Mówimy, że zdanie P jest niezmiennikiem pętli, jeżeli po każdym jej przebiegu jest ono prawdziwe.
W praktyce niezmiennik pętli traktowany jest jako założenie indukcyjne, na podstawie którego wykazuje się prawdziwość kroku indukcyjnego.

## Przykłady
```
int
 
a
=
5
,
 
b
=
0
;

for
 
(
int
 
i
=
0
;
 
i
<
9
;
 
i
++
)
 
{

    
b
++
;

}

```

Zdanie a jest równe 5 jest trywialnym niezmiennikiem pętli.
Algorytm Euklidesa wyznaczania największego wspólnego dzielnika (NWD) liczb naturalnych a i b (% jest operatorem modulo, tzn. zwraca resztę z dzielenia):
```
int
 
NWD
(
int
 
a
,
 
int
 
b
)
 
{

    
int
 
c
;

    
while
 
(
b
 
!=
 
0
)
 
{

        
c
 
=
 
a
%
b
;

        
a
 
=
 
b
;

        
b
 
=
 
c
;

    
}

    
return
 
a
;

}

```

Niezmiennikiem pętli pozwalającym dowieść poprawności algorytmu NWD jest zdanie: NWD(a, b)=NWD(b, a mod b).
W sortowaniu przez scalanie zdanie: w i-tym przebiegu pętli Mergesort serie długości i są wewnętrznie posortowane.